# رايموند سالي
رايموند سالي (14 يناير 1855 - 3 مارس 1912) (بالفرنسية: Raymond Saleilles)‏ هو محامي فرنسي.

## مسيرته
ولد رايموند سالي في 14 يناير 1855 بمدينة بوون في كوت دور. · 
بعد دراسة التعليم الثانوي في مدينته بكلية بون، اختار باريس لمتابعة دراسته العليا في القانون في الكلية المستقلة للمعهد الكاثوليكي. كان رئيسًا لمؤتمر Olivaint في عام 1879. وفي عام 1883، دافع عن أطروحة الدكتوراه التي أعدها تحت إشراف كلود بوفنوار.
في عام 1902، أسس جمعية الدراسات التشريعية التي هو الأمين العام 2. في عام 1904 ، بدأ الاحتفالات المئوية للقانون المدني.
من نهاية القرن التاسع عشر إلى بداية القرن العشرين، ولدت حركة عقائدية جديدة، تيار إصلاحي يعطي بعدًا علميًا للقانون، ودراسة منهجية للقانون تغنيها مواضيع أخرى مثل علم الاجتماع والفلسفة والفلسفة والقانون المقارن. ومن بين الشخصيات الكبرى في حركة القانون المبتكرة هذه: رايموند سالي، وفرانسوا جيني (François Gény)، ومارسيل بلانيول (Marcel Planiol)، ورينيه ديموغ (René Demogue).
توفي رايموند سالي في 3 مارس 1912 بباريس.